# Bert Remsen
Bert Remsen, właśc. Herbert Birchell Remsen (ur. 25 lutego 1925 w Glen Cove, zm. 22 kwietnia 1999 w Sherman Oaks) – amerykański aktor filmowy i telewizyjny.

## Życiorys
Urodził się w Glen Cove na Long Island jako syn Helen (z domu Birchell) i Winfreda Herberta Remsena. Uczęszczał do Ithaca College. Podczas II wojny światowej służył w United States Navy i otrzymał Medal Purpurowe Serce.
Uczył się aktorstwa w nowojorskim Neighborhood Playhouse pod kierunkiem Sanforda Meisnera. Grał na scenie Broadwayu w spektaklach: Diamond Lil z Mae West i Zaklinacz deszczu z Geraldine Page. Po przeprowadzce do Hollywood, występował w niewielkich rolach w filmie muzycznym Kid Galahad (1962) z Elvisem Presleyem i Gig Young, a także gościnnie w serialach, m.in.: Rawhide, Alfred Hitchcock przedstawia, Doktor Kildare i Oferma w armii (No Time for Sergeants, 1964).
W latach 1949–1950 był żonaty z Katherine MacGregor. W 1958 roku poznał Barbarę Joyce Dodd, z którą się ożenił 2 maja 1959. Mieli dwie córki: Kerry i Ann.
Zmarł 22 kwietnia 1999 w Sherman Oaks, dzielnicy Los Angeles w stanie Kalifornia w wieku 74 lat.

## Filmografia

### Filmy fabularne
- 1959: Wzgórze Pork Chop jako porucznik Cummings
- 1962: Kid Galahad jako Max
- 1970: Truskawkowe oświadczenie jako policjant
- 1971: McCabe i pani Miller jako Bart Coyle
- 1974: Złodzieje tacy jak my jako T-Dub
- 1974: Kalifornijski poker jako Helen Brown
- 1975: Nashville jako Star
- 1976: Buffalo Bill i Indianie
- 1976: Harry i Walter jadą do Nowego Jorku jako Guard O’Meara
- 1978: Dzień weselny jako William Williamson
- 1979: Joni jako John Eareckson
- 1980: Inside Moves jako Stinky
- 1983: Żądło II jako Kid Colors
- 1984: Miejsca w sercu jako Tee Tot Hightower
- 1986: Tai-Pan
- 1986: Potwór z kosmosu jako dziadek Putterman
- 1990: Dick Tracy jako barman
- 1991: Tylko samotni jako Spats
- 1992: Gracz w roli samego siebie
- 1992: Bodyguard jako szef Rotary Club
- 1993: Drzewo Jozuego jako Woody Engstrom
- 1993: Jack Niedźwiadek jako Mitchell
- 1994: Maverick jako pokerzysta Riverboat
- 1997: Teoria spisku jako ojciec Alice
- 1999: Podróż przedślubna jako Ned

### Seriale TV
- 1961: Doktor Kildare jako dr Oscar Hoag
- 1961: Alfred Hitchcock przedstawia jako oficer / barman Jimmy / policjant
- 1962: Doktor Kildare jako dr Tom Belmanno
- 1963: Ścigany (serial telewizyjny) jako United States Coast Guard – Skipper
- 1964: Doktor Kildare jako dr MacDonald
- 1976: Columbo jako Mark
- 1977: Aniołki Charliego jako Pinky Tibbs
- 1977: Sierżant Anderson jako Ed Berrigan
- 1979: Starsky i Hutch (serial telewizyjny) jako Franklin Anderson
- 1978: Aniołki Charliego jako Brewster McFarland
- 1987: Matlock (serial telewizyjny) jako Wilson Douglas
- 1988: Gliniarz i prokurator jako Amos Banning
- 1982: Cagney i Lacey jako zastępca szeryfa
- 1982: Knots Landing jako Jackson Mobley
- 1983: Remington Steele
- 1984: Dynastia jako Jack Crager
- 1987: Dallas jako Dandy Dandridge
- 1992: Gliniarz i prokurator jako właściciel sklepu
- 1995: Melrose Place jako sędzia George Markham
- 1996: Melrose Place jako Joe Curtis
- 1998: Melrose Place jako Sonny Skyler
- 1999: Kameleon jako ks. Moore